# Earl of Lisburne

Wappen der Earls of Lisburne

Earl of Lisburne in the County of Antrim ist ein erblicher britischer Adelstitel in der Peerage of Ireland.

## Verleihung
Der Titel wurde am 18. Juli 1776 für den Unterhausabgeordneten Wilmot Vaughan, 4. Viscount Lisburne geschaffen.
Er hatte bereits 1766 von seinem Vater die Titel Viscount Lisburne und Baron Fethard, of Feathered in the County of Tipperary, geerbt, die am 5. Juni 1695 in der Peerage of Ireland seinem Großvater John Vaughan verliehen worden waren.
Der jeweils älteste Sohn des Earls führt als Titelerbe (Heir apparent) den erfundenen Höflichkeitstitel Viscount Vaughan.
Stammsitz der Earls war Trawsgoed Estate bei Aberystwyth in Ceredigion (Cardiganshire),  Wales.

## Liste der Earls of Lisburne (1776)
- Wilmot Vaughan, 1. Earl of Lisburne (1730–1800)
- Wilmot Vaughan, 2. Earl of Lisburne (1755–1820)
- John Vaughan, 3. Earl of Lisburne (1769–1831)
- Ernest Vaughan, 4. Earl of Lisburne (1800–1873)
- Ernest Vaughan, 5. Earl of Lisburne (1836–1888)
- George Vaughan, 6. Earl of Lisburne (1862–1899)
- Ernest Vaughan, 7. Earl of Lisburne (1892–1963)
- John Vaughan, 8. Earl of Lisburne (1918–2014)
- David Vaughan, 9. Earl of Lisburne (* 1945)

Mutmaßlicher Titelerbe (Heir Presumptive) ist der Bruder des aktuellen Titelinhabers, Michael Vaughan (* 1948).